# Стахановский машиностроительный завод
Стахановский машиностроительный завод - промышленное предприятие в городе Стаханов Луганской области.

## История
Предприятие было создано в 1934 году в ходе индустриализации СССР на базе мастерских треста «Коксохиммонтаж» как литейно-механический завод с механическим, литейным, котельным и кузнечным цехами.
Во время Великой Отечественной войны город оказался в прифронтовой зоне, а с 12 июля 1942 до 3 сентября 1943 года был оккупирован немецкими войсками. При отступлении вермахта в соответствии с директивой от 2 сентября 1943 года о уничтожении промышленности Донбасса завод был разрушен, но вскоре после окончания боевых действий началось его восстановление.
В 1953 году завод освоил производство кран-балок, а затем постепенно перешёл на производство широкой номенклатуры машиностроительной продукции.
В 1966 году завод перешёл на пятидневную рабочую неделю, что позволило улучшить возможности для самообучения рабочих. Также, на предприятии была организована заводская библиотека. В результате, уже в 1967 году 476 рабочих завода учились и повышали квалификацию.
В 1971 - 1975 годы заводом были изготовлены 21 модификации кранов-штабелеров, а также значительное количество иного оборудования. 
В 1976 году за успешное освоение производства новых прогрессивных средств механизации погрузочно-разгрузочных и складских работ завод был награжден орденом «Знак Почёта».
В период с 1976 по 1981 год завод освоил выпуск четырёх видов кранов-штабелеров грузоподъемностью 0,5; 1; 2; 3,2; 5 тонн, консольного настенного крана грузоподъёмностью 5 тонн и эскалаторов типа ЭП-11 и ЭП-12.
В целом, в советское время машиностроительный завод являлся одним из ведущих предприятий города.
После провозглашения независимости Украины государственное предприятие было преобразовано в закрытое акционерное общество. В условиях экономического кризиса 1990-х годов положение предприятия осложнилось, и 14 марта 2000 года хозяйственный суд Луганской области возбудил дело о банкротстве завода. 10 июля 2001 года была начата процедура санации предприятия. В дальнейшем, завод был реорганизован в общество с ограниченной ответственностью.

## Деятельность
Завод производит мостовые и стеллажные краны штабелеры (с напольным управлением и с кабины); опорные и подвесные кран-балки; электрические канатные тали; электрические лебедки; ручные тали в обычном и взрывобезопасном исполнении; крановые редукторы; консольные краны; тяговые цепи; стальные и чугунные задвижки для воды, пара, нефти и газа.